# Piercing intymny
Piercing intymny – forma piercingu polegająca na przekłuciu narządów płciowych lub sutków, w celu noszenia różnego rodzaju biżuterii. Można również stosować ten termin pars pro toto w odniesieniu do wszystkich piercingów ciała w okolicy odbytu, krocza, penisa, moszny i sromu, w tym piercingu guiche, który nie wiąże się bezpośrednio z perforacją narządów płciowych.
Przekłucia intymne można wykonywać niezależnie od płci, dostępne są różne ich rodzaje. Głównym motywem jest estetyka i indywidualizacja; ponadto niektóre piercingi zwiększają przyjemność seksualną poprzez zwiększenie stymulacji. W okresie przednowoczesnym piercing intymny był najbardziej rozpowszechniony kulturowo w Azji Południowo-Wschodniej, gdzie od czasów starożytnych stanowił część tradycji. Zapisy o przekłuwaniu narządów płciowych można znaleźć w Kamasutrze.

## Historia

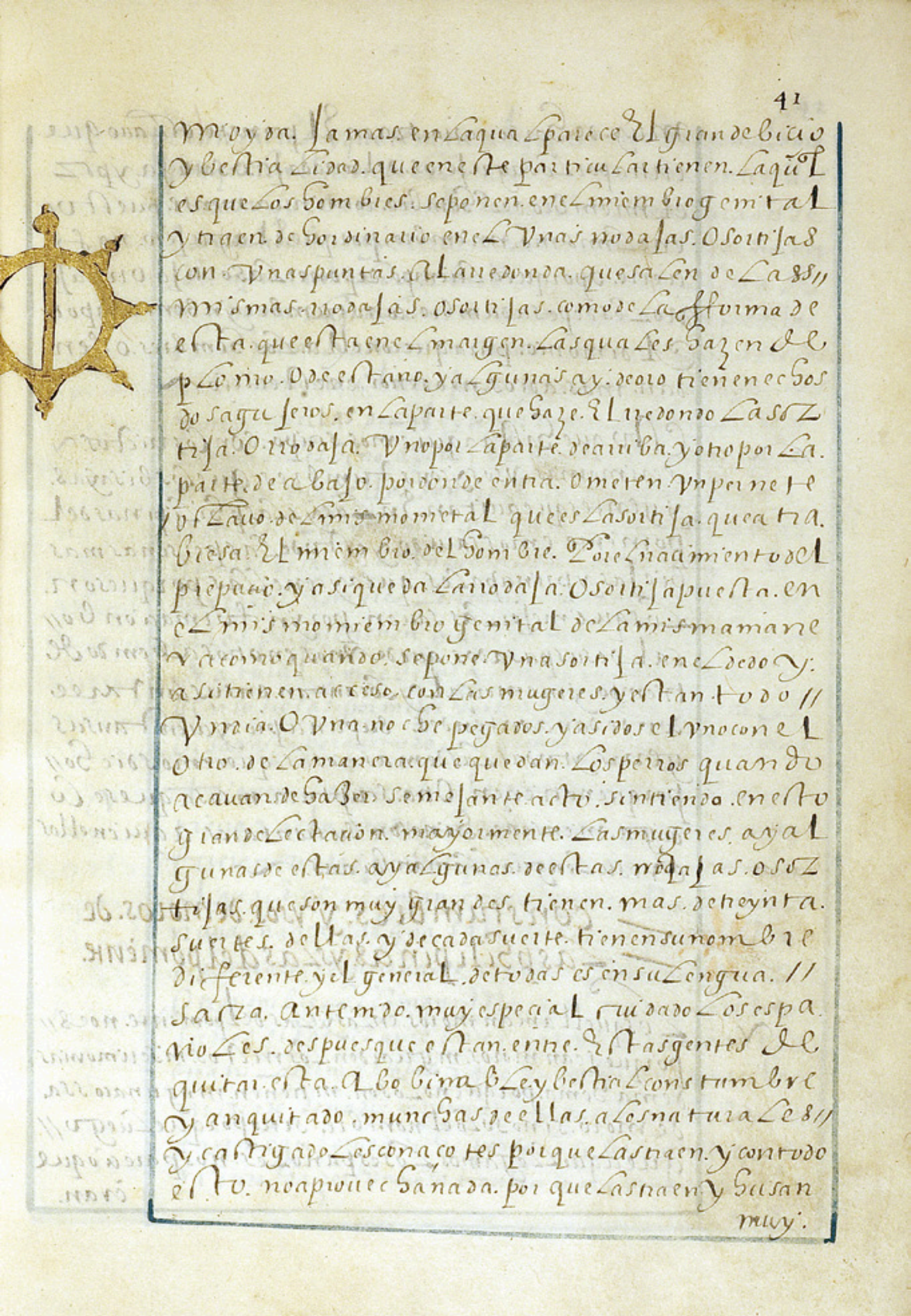
Złocone marginalia Códice Boxer z jedynym znanym opisem piercingu przedkolonialnego Wisajów o nazwie tugbuk i piercingu intymnego typu sakra z Filipin

Tradycyjny, historyczny zwyczaj przekłuwania narządów płciowych jest najbardziej rozpowszechniony kulturowo w Azji Południowo-Wschodniej (szczególnie w Indonezji, na Filipinach, w Tajlandii, Malezji i Mjanmie), gdzie wszczepianie różnego rodzaju implantów w penisa było powszechne aż do czasów współczesnych (obok innych starożytnych modyfikacji ciała, takich jak tatuaże, grzbietowe nacięcie napletka lub obrzezanie, przekłuwanie uszu i umieszczanie w nich tuneli, wypełnianie zębów złotem, piłowanie zębów, czernienie zębówi modyfikacja czaszki. Podstawowym celem takich zabiegów było zwiększenie przyjemności seksualnej. Praktyka ta rozprzestrzeniła się także na sąsiednie regiony, gdzie zachowały się rozproszone wzmianki o piercingu narządów płciowych, jak np. o południowoazjatyckim apadravya, czyli piercingu męskich narządów płciowych przechodzącym pionowo przez żołądź (w przeciwieństwie do większości piercingów w Azji Południowo-Wschodniej, które są wbijane poziomo, np. ampallang) opisanym w Kamasutrze (II w. n.e.). Inne, mniej znaczące tradycje przekłuwania narządów płciowych również pojawiły się niezależnie w innych kulturach (np. w Ameryce Środkowej).
Na Filipinach przekłucia prącia były szeroko udokumentowane przez europejskich odkrywców wśród ludu Wisajów. Wśród nich piercing prącia składał się z pręta lub sztabki (często zdobionej i zwykle wykonanej ze złota, mosiądzu, cyny lub kości słoniowej) zwanej tugbuk lub tudruk, która jest wsuwana poziomo przez żołądź prącia. Jego końce są przymocowane do sakra (nazywanego również sacra lub sagra), koła lub półpierścienia (wykonanego z tego samego materiału co tugbuk), który oplata żołędzia penisa, podobnie jak pierścień na penisa. Sakra występuje w wielu wariantach, lecz zazwyczaj zdobiona jest tępymi guzkami na obwodzie. Końce tugbuka są następnie mocowane do sakry za pomocą zatyczek (często również zdobionych). Włoski odkrywca Antonio Pigafetta, który towarzyszył Ferdynandowi Magellanowi w pierwszej wyprawie dookoła globu, opisuje tę praktykę w następujący sposób:

Mężczyźni, zarówno duzi, jak i mali, mają żołądź swojego członka przebitą z jednej strony na drugą szpilką ze złota lub cyny, grubości gęsiego pióra, a na każdym końcu tej szpilki niektórzy mają ozdobę w kształcie gwiazdy jak guzik, inni zaś w kształcie główki gwoździa do wozów... W środku tej szpilki lub rurki znajduje się otwór, przez który oddają mocz, a szpilka i gwiazdy pozostają na stałe, utrzymując członka w sztywnej pozycji.

Anonimowo napisany Códice Boxer z lat dziewięćdziesiątych szesnastego wieku również zawiera podobny opis:

Dwa otwory są wykonane w okrągłej części obręczy lub pierścienia, jeden na górze, a drugi na dole, przez które wprowadza się małą śrubkę lub szpilkę wykonaną z tego samego metalu co pierścień, a następnie przekłada przez członek mężczyzny u podstawy napletka. W ten sposób obręcz lub pierścień (sakra) jest noszony na genitaliach w taki sam sposób, jak pierścień noszony na palcu.

Tego typu piercing wykonywano chłopcom już w młodym wieku. Miał on na celu zwiększenie doznań i przyjemności podczas stosunku płciowego zarówno u mężczyzn, jak i u kobiet. Warto zaznaczyć, że Pigafetta opisuje, iż to kobiety decydowały o tym, w jaki sposób należy włożyć penisa z sakrą. Donoszono, że mężczyźni bez piercingu w penisie byli wyśmiewani przez kobiety, nazywającymi ich asog („impotentnymi” lub „zniewieściałymi”). Praktyka ta była mocno tłumiona przez hiszpański kler i ostatecznie zanikła w okresie kolonialnym Filipin, ponieważ uważano ją za „grzech ciała”.
Ampallang, podobny piercing (również przechodzący poziomo przez żołądź, ale różniący się tym, że nie jest przymocowany w stałej pozycji), występuje u różnych plemion w Sarawaku i Sabah na wyspie Borneo.
Piercing narządów płciowych po raz pierwszy pojawił się w krajach zachodnich dzięki raportom etnograficznym sporządzonym przez odkrywców, np. w XIX wieku. Holenderski odkrywca Anton Willem Nieuwenhuis w swoim zapisie etnograficznym In Centraal Borneo opisał: reis van Pontianak naar Samarinda – dokumentujący swoją podróż przez Borneo w 1897 r. – zabieg przekłucia ampallangu:

Młodzi mężczyźni wykonują tatuaż, ale w znacznie mniejszym zakresie niż kobiety, więc cierpią mniej z tego powodu. Jednak muszą to zrobić, aby osiągnąć pełną męskość. Muszą poddać się jeszcze innemu testowi, aby uzyskać pełną męskość, a mianowicie przebiciu żołędzi penisa. Procedura wygląda następująco: najpierw żołądź zostaje znieczulona poprzez uciskanie jej między dwoma ramionami złożonego kawałka bambusa. Na każdym z tych ramion znajdują się otwory, przez które przeciśnięta żołądź staje się mniej wrażliwa na ostry, miedziany kolec; dawniej używano do tego celu zaostrzonych patyków bambusowych. Po zabiegu bambusowy klips jest usuwany, a przez otwór pozostaje przewleczona szpilka aż do momentu zagojenia się kanału. Później miedzianą szpilkę (utang) zastępuje się zwykle cynową, którą nosi się przez cały czas. Jedynie przy ciężkiej pracy lub wysiłkowych operacjach metalową szpilkę zastępuje się drewnianą. Szczególnie odważni mężczyźni cieszą się przywilejem wodza, nosząc na penisie pierścień wykonany z łusek pangolina i tępych zębów; czasami mogą również przekłuć żołądź drugim kanałem. Oprócz samych Kayanów, wielu Malajów z górnego Kapuas zajmuje się tą sztuką. Ból podczas zabiegu nie wydaje się być bardzo silny, a poważne konsekwencje są rzadkie, choć rekonwalescencja może trwać nawet miesiąc.

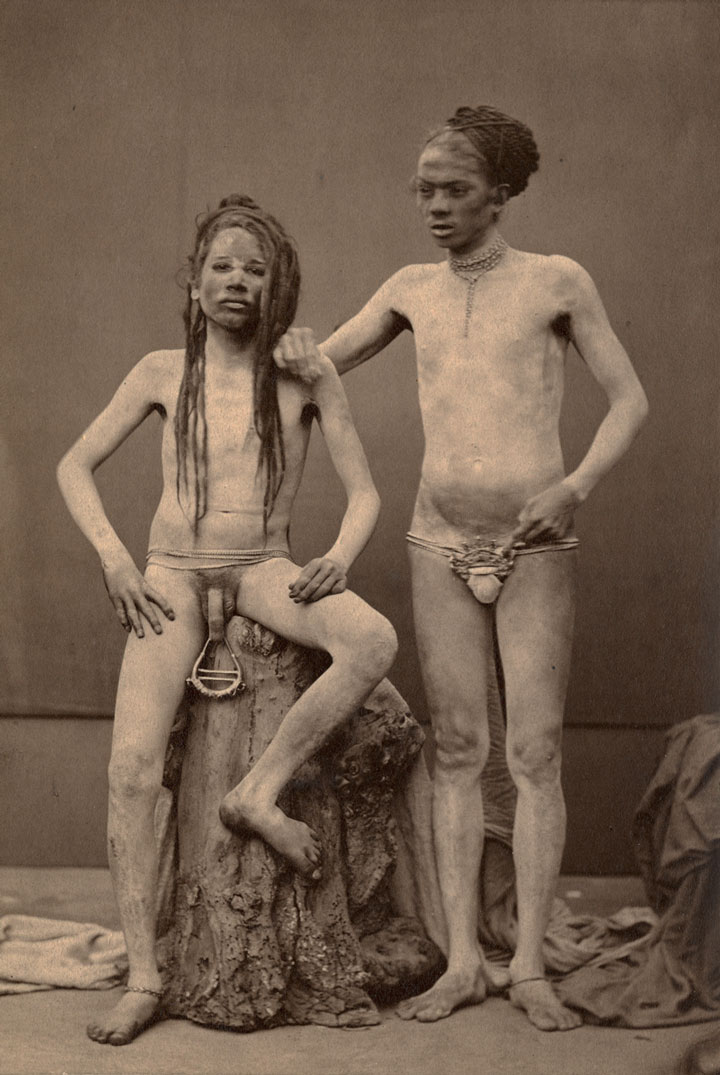
Indyjscy fakirzy, jeden z nich noszący duży element biżuterii w przekłuciu typu ampallang, 1870–1880.

Przekłuwanie narządów płciowych stało się krótkotrwałą modą pod koniec XIX wieku, zwłaszcza wśród wyższych klas społecznych: „Praktyka przekłuwania ciała odrodziła się w świecie zachodnim w epoce wiktoriańskiej. Wielu mężczyzn i kobiet z rodziny królewskiej epoki wiktoriańskiej decydowało się na przekłucie sutków i genitaliów″.
Później popularność tego zabiegu ponownie spadła, a piercing narządów płciowych stał się w krajach zachodnich rzadkością aż do drugiej połowy XX wieku. W latach 70. XX wieku wprowadzili je do rozwijającego się środowiska miłośników modyfikacji ciała pionierzy piercingu, tacy jak Jim Ward i Doug Malloy, z których wielu było związanych ze studiem piercingu The Gauntlet w Los Angeles. Wraz z pojawieniem się kwartalnika Piercing Fans International Quarterly w 1977 r. informacje na temat piercingu narządów płciowych stały się dostępne dla szerszej społeczności. Piercing narządów płciowych stał się popularny również w latach 80. XX wieku wśród przedstawicieli współczesnego ruchu prymitywnego w rejonie Zatoki San Francisco. Dopiero w XXI wieku piercing narządów płciowych ograniczał się do subkultury zajmującej się modyfikacjami ciała.
Podobnie jak piercing sutków, piercing narządów płciowych stał się bardziej popularny w drugiej dekadzie XXI wieku. Wiele gwiazd, takich jak Christina Aguilera, Fantasia Barrino, Pete Doherty, Janet Jackson, Lenny Kravitz, Katarina Waters, czy Pete Wentz, oświadczyło, że miało lub planuje mieć piercing intymny. Obecnie piercing intymny cieszy się coraz większym popytem, zwłaszcza wśród młodych dorosłych w wieku studenckim.
W odniesieniu do kobiecych piercingów intymnych, Marilyn W. Edmunds, adiunkt kliniczny na Uniwersytecie Johnsa Hopkinsa, stwierdziła: „Kobiety z piercingiem narządów płciowych nie są już na marginesie społecznym ani częścią kultury „punkowej”, która eksperymentuje z zachowaniami, które są „społecznie prowokacyjne”. W ciągu ostatnich 30 lat piercing narządów płciowych stał się powszechny, a kobiety robią to z różnych powodów”.

## Motywy
Podobnie jak piercing całego ciała, piercing intymny wykonuje się często ze względów estetycznych i jako formę wyrażenia osobistego stylu. Ponadto niektóre (ale nie wszystkie) rodzaje piercingu intymnych zwiększają wrażliwość i zapewniają dodatkową stymulację podczas stosunku płciowego lub stymulacji. Według raportu Association of Professional Piercers (APP) autorstwa Elayne Angel, pionierki piercingu, byłej członkini The Gauntlet i wynalazczyni kilku piercingów genitalnych, takich jak fourchette i lorum, indywidualne motywy i preferencje są dość zróżnicowane:

Wielu dorosłych interesuje się piercingiem genitalnym, ale nie są pewni, który z wielu dostępnych rodzajów wybrać. Chcą wiedzieć, który jest „najlepszy”, jednak nie ma jednej uniwersalnej odpowiedzi. Zależy to od wielu czynników, w tym bardzo indywidualnych pragnień i preferencji (nie wspominając nawet o indywidualnej anatomii). Dla niektórych klientów najważniejsze jest, aby piercing zadowalał ich partnera. Inni priorytetowo traktują zwiększenie własnej stymulacji w określonym obszarze lub sposób. Niektórzy wybierają taki, który będzie najbardziej widoczny, inni szukają szybkiego gojenia, a jeszcze inni chcą takiego, który najmniej prawdopodobnie będzie krwawić! I tak dalej. Trzeba przeprowadzić wywiad z każdym klientem, aby ustalić jego motywacje i oczekiwania dotyczące piercingu genitalnego. Zapytać, który typ piercingu ich interesuje – i dlaczego? Czy głównym motywem jest stymulacja, czy estetyka? Czy stymulacja jest ważna bardziej dla osoby poddającej się piercingowi, czy też bardziej dla jej partnera? Następnie można przejść do głębszych szczegółów, takich jak pytanie, czy celem jest zwiększona stymulacja podczas penetracji, czy poprawa stymulacji łechtaczki.

### Powody estetyczne
Motywację można ograniczyć wyłącznie do względów estetycznych. Podobnie jak wszystkie inne rodzaje piercingu, piercing intymny pełni funkcję dekoracyjną i jest atrakcyjny dla osób, które go noszą. Violet Fenn z Metro stwierdziła: „Dla mnie osobiście była to czysta estetyka – po prostu podoba mi się wygląd. Nawet gdybym była jedyną osobą, która widziałaby mój piercing, podobałoby mi się to tak samo, jak pomalowane paznokcie u stóp – coś ładnego, zrobionego dla własnej przyjemności.″.

### Kultura i styl życia

#### Kultury tradycyjne
W wielu tradycyjnych kulturach przekłuwanie ciała stanowi rytuał przejścia w okresie dojrzewania i symbolicznie oraz dosłownie oznacza wejście do świata dorosłych, a także jest wyznacznikiem tożsamości kulturowej. Podobnie jak obrzezanie motywowane religijnie, można je uważać za „oczyszczenie ciała” i powszechny znak cielesny dla członków tej samej wiary. Te tradycyjne znaczenia modyfikacji ciała zostały przywrócone do życia we współczesnym społeczeństwie zachodnim przez współczesny ruch prymitywny. Zainspirowana etnograficznymi opisami praktyk plemiennych, subkultura ta przyjęła piercing narządów płciowych jako kwestię indywidualizacji i duchowości.

#### Współczesne społeczeństwo zachodnie
U większości osób decydujących się obecnie na piercing narządów płciowych dominuje poczucie wyjątkowości i nonkonformizmu. Badanie z 2015 r., w którym oceniono jakościowy zbiór danych obejmujący 484 samooceny i cechy mężczyzn i kobiet z piercingiem narządów płciowych, wykazało, że:

Chociaż same w sobie żadne z tych odkryć nie wskazują koniecznie, że piercingi genitalne wzmacniają i potwierdzają tradycyjne normy płciowe i seksualne, to jednak nasza interpretacja tych wyników zbiorczo wydaje się skłaniać w tym kierunku i przynajmniej dostarcza niewiele powodów, by sądzić, że piercingi genitalne stanowią jakąkolwiek formę oporu wobec tych norm. Tak więc, choć nie odrzucamy automatycznie wyników i argumentów wcześniejszych badań, spekulujemy, że być może społeczne i kulturowe znaczenie piercingów genitalnych uległo zmianie, tak że, o ile wcześniej osoby z piercingami genitalnymi mogły postrzegać je jako oznaki oporu, indywidualności lub przynależności do subkultury, dzisiaj piercingi genitalne są w dużej mierze kolejnym, raczej konwencjonalnym typem dekoracji i ozdoby ciała. [...] Nasze badania wydają się zgodne z możliwością, że piercingi genitalne są na dobrej drodze do uzyskania zarówno powszechnej, jak i modowej akceptacji.

### Zwiększona przyjemność i doznania
Ponadto piercing narządów płciowych może zwiększyć przyjemność seksualną podczas masturbacji, gry wstępnej i stosunku seksualnego. Podczas gdy piercing żeńskich narządów płciowych wywołuje stymulację tylko u kobiet, które go noszą, piercing męskich narządów płciowych może zwiększyć stymulację zarówno u osoby noszącej biżuterię, jak i u jej partnera seksualnego, stymulując zarówno żołądź osoby noszącej biżuterię, jak i ścianę pochwy lub odbyt penetrowanego partnera. Ze względu na fizjologię narządów płciowych kobiety czerpią większą przyjemność seksualną z przekłucia swoich narządów płciowych, jak i przekłucia narządów płciowych partnera.

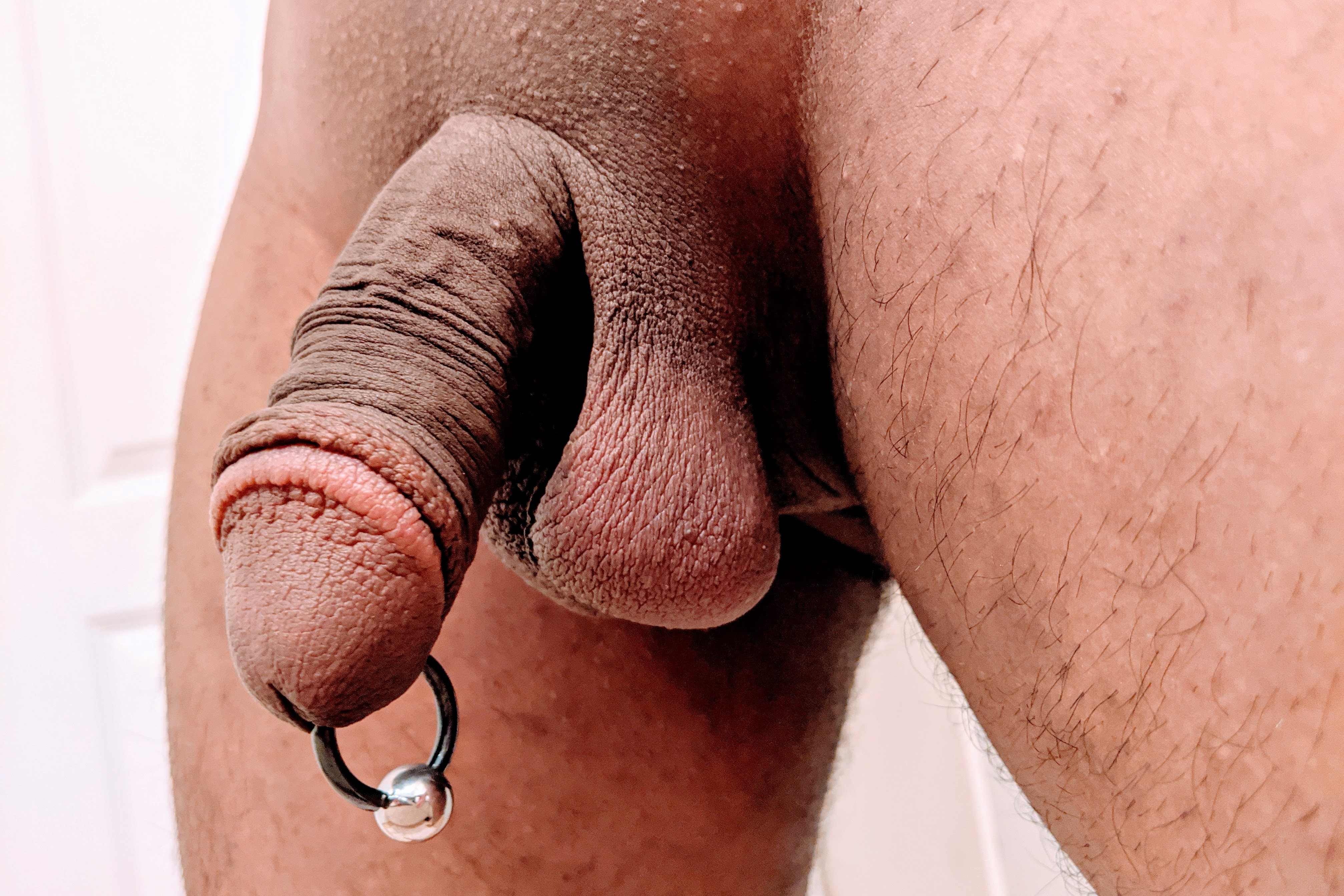
Piercing Prince Albert jest powszechnie stosowany w celu zwiększenia przyjemności seksualnej obu partnerów, a także ze względów estetycznych.

#### Dla partnera seksualnego
Efekt ten jest szczególnie widoczny w przypadku piercingu przechodzącego przez żołądź prącia: piercingu ampallang i apadravya. Kobiety z plemienia Dajaków w Sarawaku na Borneo wolą mężczyzn z ampallangiem, twierdząc, że stosunek bez niego byłby nudny:

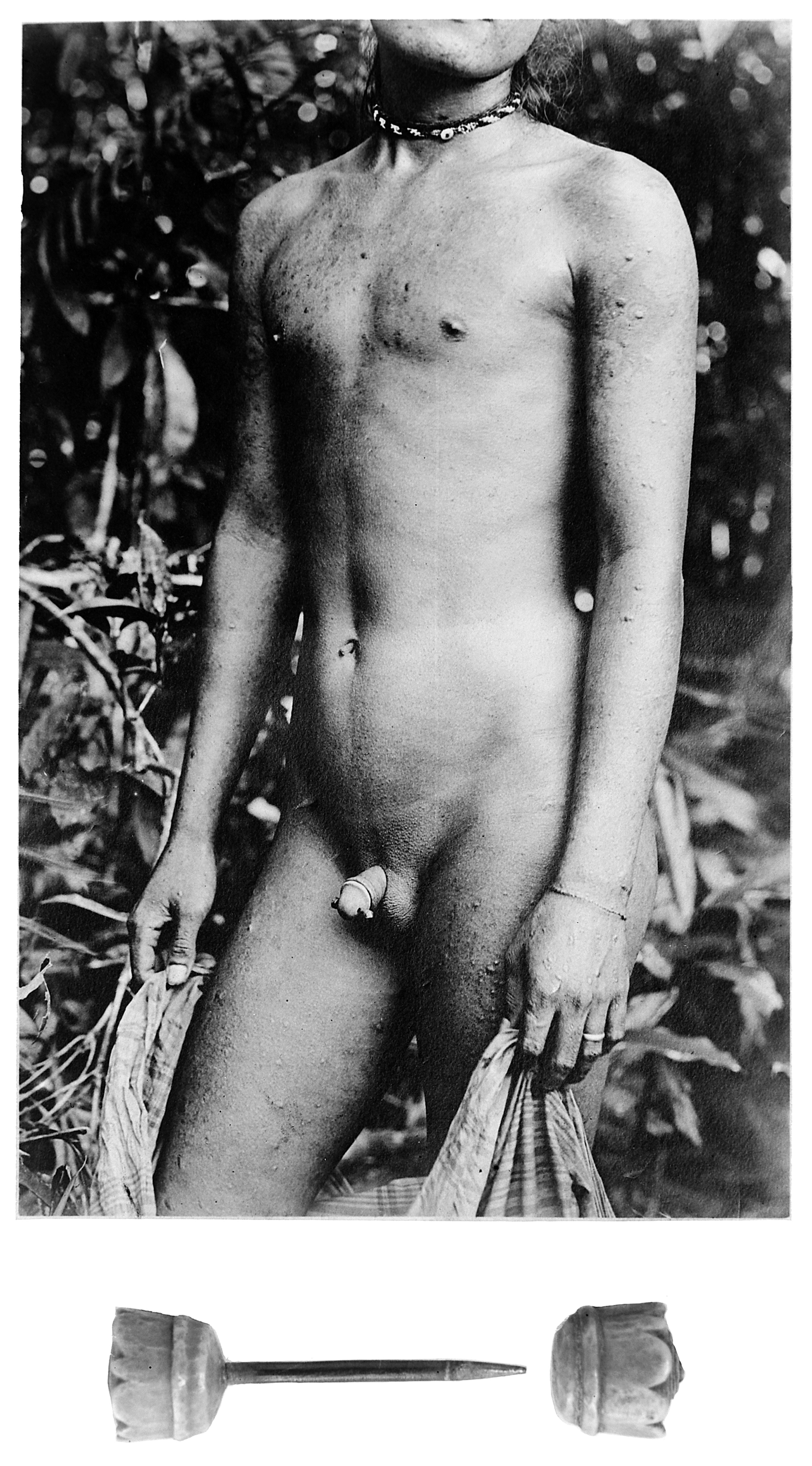
Historyczne zdjęcie Dajaka z kolczykiem ampallang (góra), szczegółowe zdjęcie tradycyjnego kolczyka (dół)

Paolo Mantegazza stwierdził: „Kobiety Dajaków mają prawo nalegać na ampallang, a jeśli mężczyzna nie wyraża zgody, mogą szukać separacji. Mówią, że uścisk bez tego urządzenia jest zwykłym ryżem; z nim jest ryżem z solą”. Według relacji antropologa Toma Harrissona, który spędził większość swojego życia na Borneo i przeprowadzał wywiady z tubylcami na temat tradycyjnego piercingu ampallang, stwierdził on: „funkcją tego urządzenia jest, powierzchownie rzecz biorąc, zwiększanie przyjemności seksualnej kobiet poprzez stymulację i rozszerzanie wewnętrznych ścianek pochwy. Jest to, według mojego doświadczenia, zdecydowanie skuteczne”.

#### Dla osoby z piercingiem
U mężczyzn piercing, który pobudza wrażliwą cewkę moczową, zarówno podczas masturbacji, jak i stosunku płciowego, zwiększa doznania seksualne. Przekłucia żeńskich narządów płciowych, które mają zwiększać przyjemność, to przekłucia przechodzące przez łechtaczkę lub w jej pobliżu, tj. piercing łechtaczki i piercing napletka łechtaczki. W badaniu empirycznym przeprowadzonym na Uniwersytecie Południowej Alabamy autorzy zaobserwowali pozytywny związek między pionowym przekłuciem napletka łechtaczki a pożądaniem, częstotliwością stosunków i podnieceniem seksualnym. Może to jednak zależeć od wielu czynników, takich jak umiejscowienie, kształt biżuterii i od konkretnej osoby. Wiadomo, że piercing trójkątny jest bardzo przyjemny, ponieważ stymuluje spodnią część łechtaczki, obszar, który zazwyczaj w ogóle nie jest stymulowany.

## Potencjalne zagrożenia dla zdrowia
Podobnie jak w przypadku innych piercingów, niewłaściwa higiena podczas przekłuwania niesie za sobą ryzyko przeniesienia chorób przez krew, a podczas procesu gojenia może dojść do infekcji.
Niektórzy lekarze uważają, że piercing męskich narządów płciowych zwiększa ryzyko zarażenia się chorobami przenoszonymi drogą płciową, ponieważ zmniejsza skuteczność prezerwatyw. Większość profesjonalnych piercerów i miłośników body artu uważa, że ryzyko to jest przesadzone lub w ogóle nie istnieje. W dwóch badaniach 5–18% mężczyzn z piercingiem narządów płciowych zgłosiło nieokreślone „problemy z używaniem prezerwatyw”, choć nie jest jasne, ilu z tych mężczyzn używało prezerwatyw regularnie. Nie ma jednoznacznych dowodów na to, że osoby noszące kolczyki w okolicach narządów płciowych są bardziej narażone na zakażenia chorobami przenoszonymi drogą płciową.

## Gojenie
Czas całkowitego wygojenia się przekłucia narządów płciowych jest różny i zależy od miejsca przekłucia oraz indywidualnych cech: może trwać od tygodnia do sześciu miesięcy. Do czasu całkowitego wyleczenia należy podjąć działania zapobiegające możliwym przyczynom zakażenia, np. poprzez codzienne, odpowiednie czyszczenie. Osoby ze świeżym przekłuciem powinny powstrzymać się od współżycia przez pierwsze kilka dni, a następnie stosować środki ochrony, np. prezerwatywy, aż do całkowitego wygojenia się przekłucia.

## Rozważania prawne
Przepisy w poszczególnych krajach się różnią. W wielu krajach europejskich osoby niepełnoletnie muszą przedstawić podpisany formularz zgody od prawnego opiekuna lub być pod jego opieką. Nawet w krajach, w których nie ma przepisów regulujących przekłuwanie narządów płciowych u osób nieletnich, wielu piercerów powstrzymuje się od wykonywania tego zabiegu (ponieważ u osób nieletnich rozwój fizjologiczny nie jest jeszcze zakończony). W Stanach Zjednoczonych przekłuwanie narządów płciowych osobom poniżej 18 roku życia jest zabronione.

## Rodzaje piercingów intymnych

### Piercing męskich narządów płciowych
Możliwe miejsca przekłucia męskich narządów płciowych to żołądź, skóra trzonu prącia, moszna i krocze.

#### Żołądź penisa
Przekłucia przez żołądź prącia obejmują przede wszystkim ampallang, który przechodzi poziomo, oraz apadravya, który przechodzi pionowo przez żołądź. Piercing Prince Albert jest umiejscowiony po stronie brzusznej penisa, tuż za żołędziem, natomiast odwrotny piercing Prince Albert przechodzi przez stronę grzbietową żołędzia. Dydoe przebija brzeg żołędzi. Z wyjątkiem dydoe, wszystkie te piercingi tradycyjnie przechodzą przez cewkę moczową. Jest to preferowane rozwiązanie, ponieważ przepływ sterylnego moczu skraca czas gojenia i ryzyko wystąpienia infekcji.

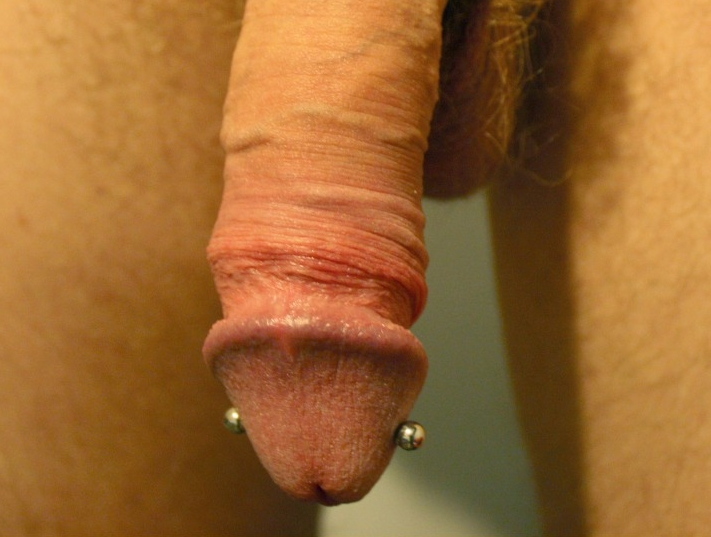
Ampallang
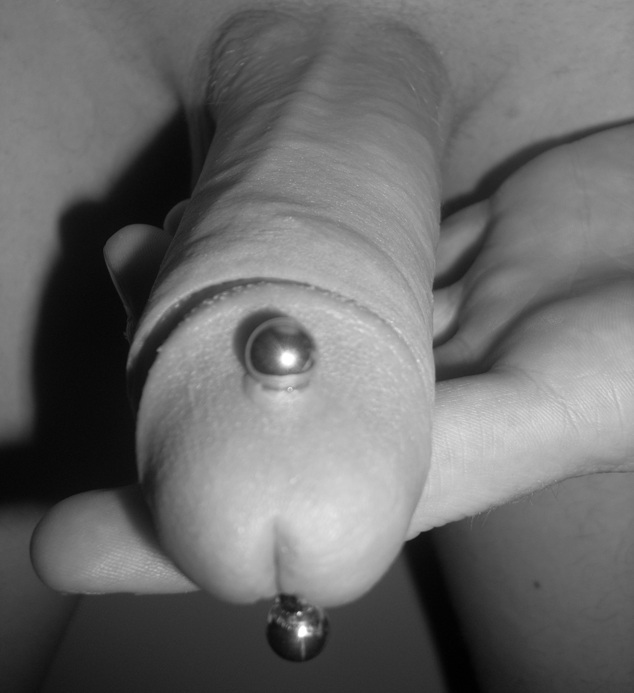
Apadravya
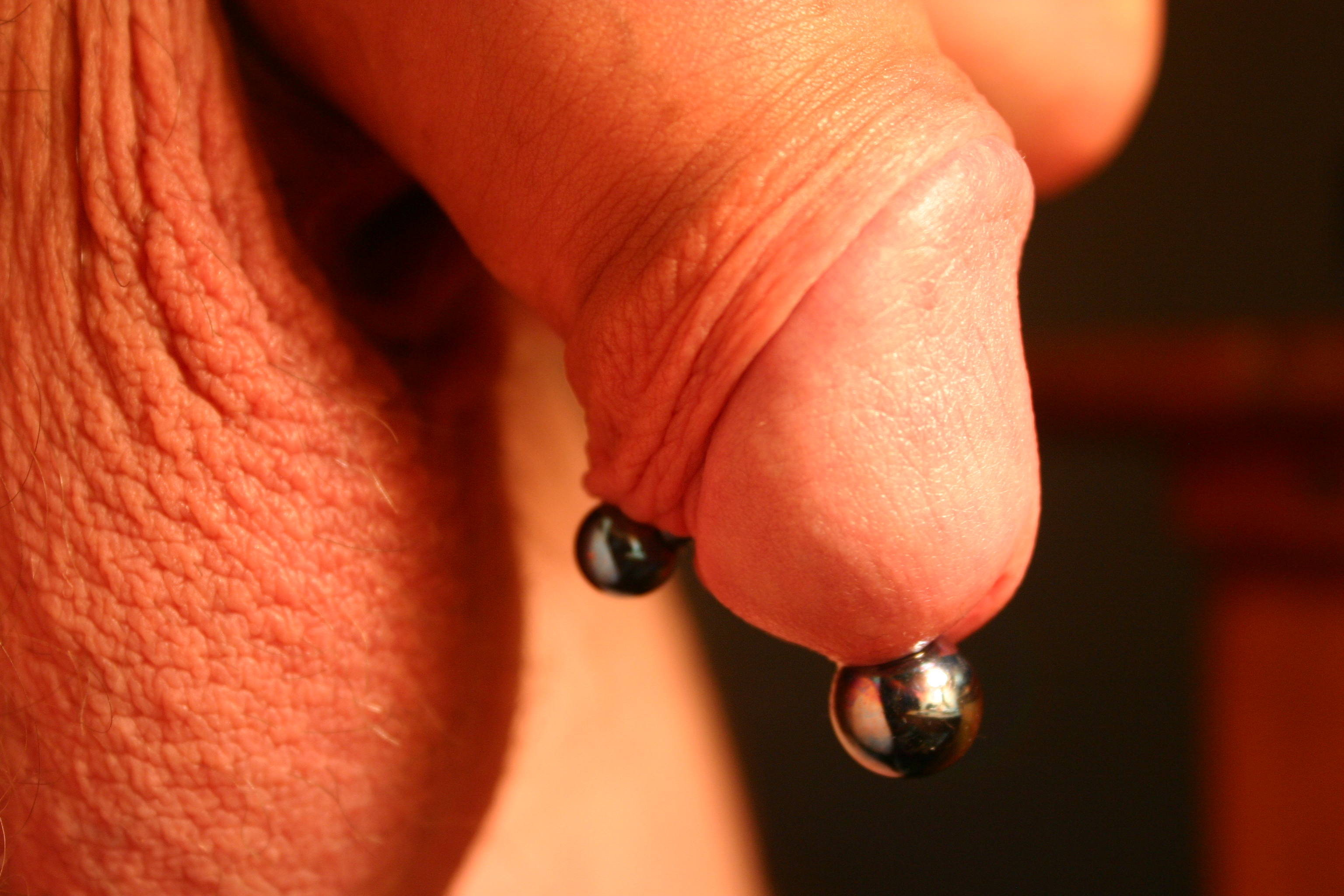
Prince Albert
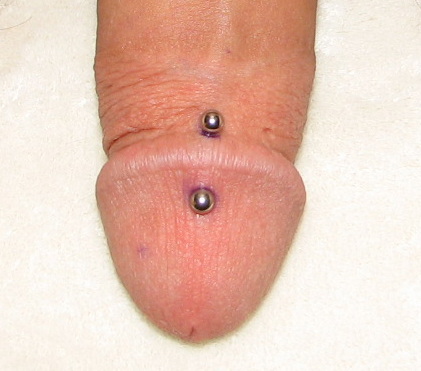
Dydoe
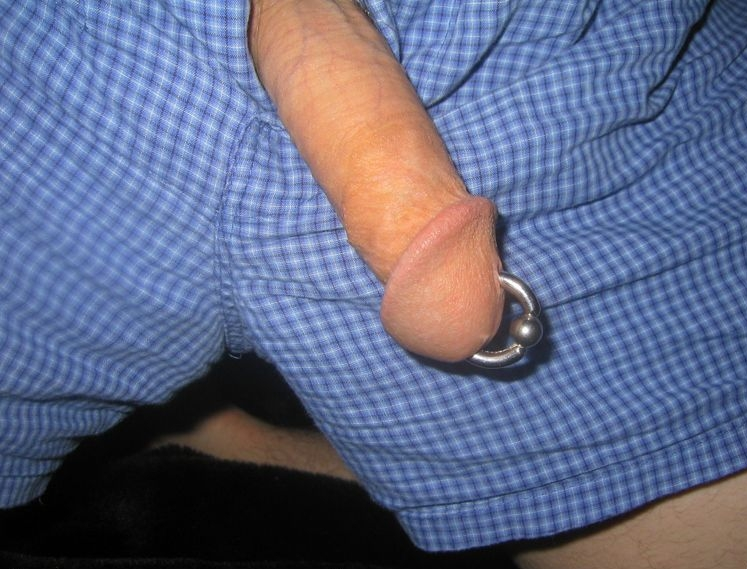
Odwrotny piercing Prince Albert
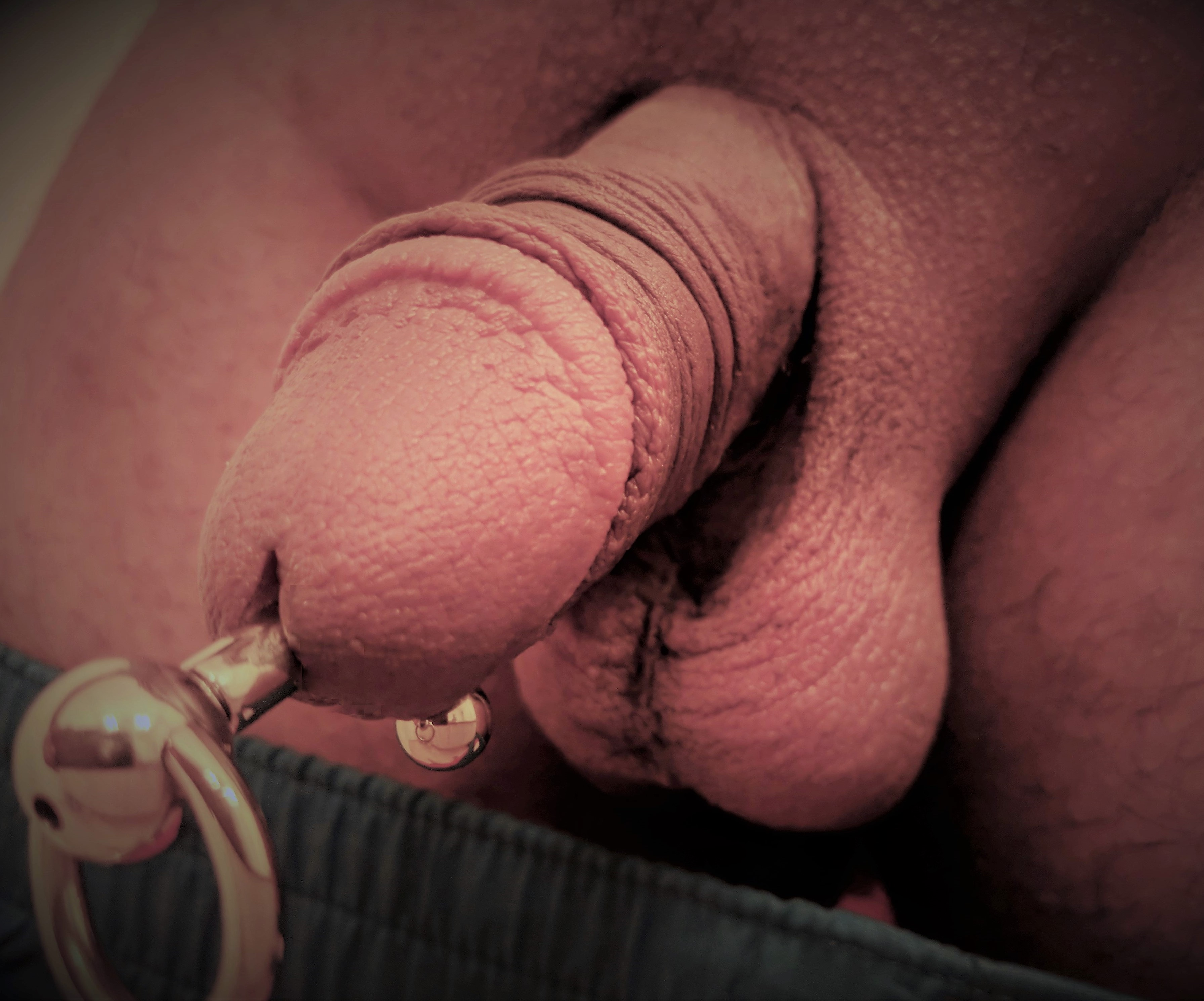
Prince's wand

#### Skóra trzonu penisa, napletek i moszna
Piercing napletka przekłuwa się przez napletek prącia od strony grzbietowej, brzusznej lub bocznej. Wymagane jest, aby mężczyzna nie był obrzezany. Przebicie wędzidełka przechodzi przez wędzidełko prącia, mały mostek skórny łączący żołądź ze skórą trzonu. Ta część anatomiczna często jest nieobecna u obrzezanych mężczyzn. Przekłucie hafada wykonuje się na skórze moszny, podczas gdy przekłucie scrotum przez nią przechodzi. Przekłucie lorum (dolne wędzidełko) stanowi wersję pośrednią między piercingiem wędzidełka a hafadą i znajduje się w miejscu połączenia penisa z moszną. Jacob’s Ladder jest drabinką kolczyków biegnącą od wędzidełka do moszny. Piercing guiche to piercing wykonywany w kroczu. Tego rodzaju piercingi nie odgrywają aż tak istotnej roli, jeśli chodzi o dodawanie bodźców i pełnią raczej funkcję dekoracyjną.

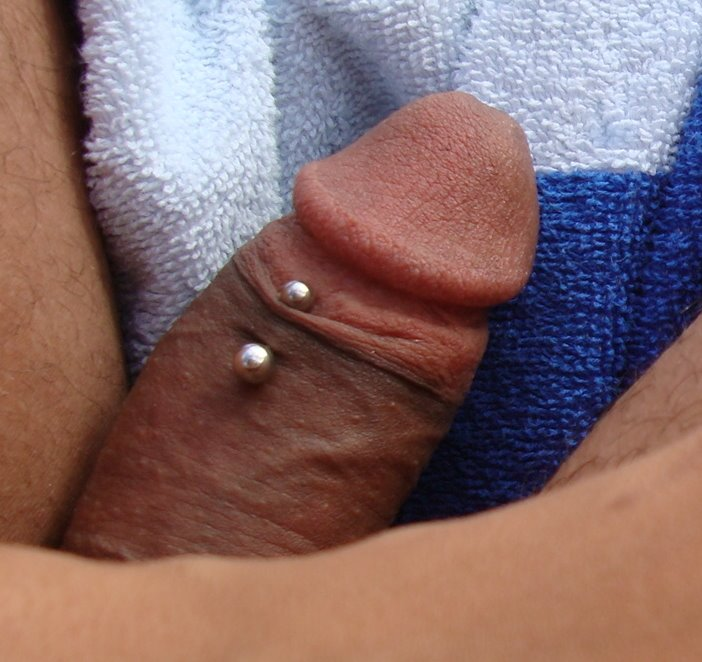
Przekłucie napletka
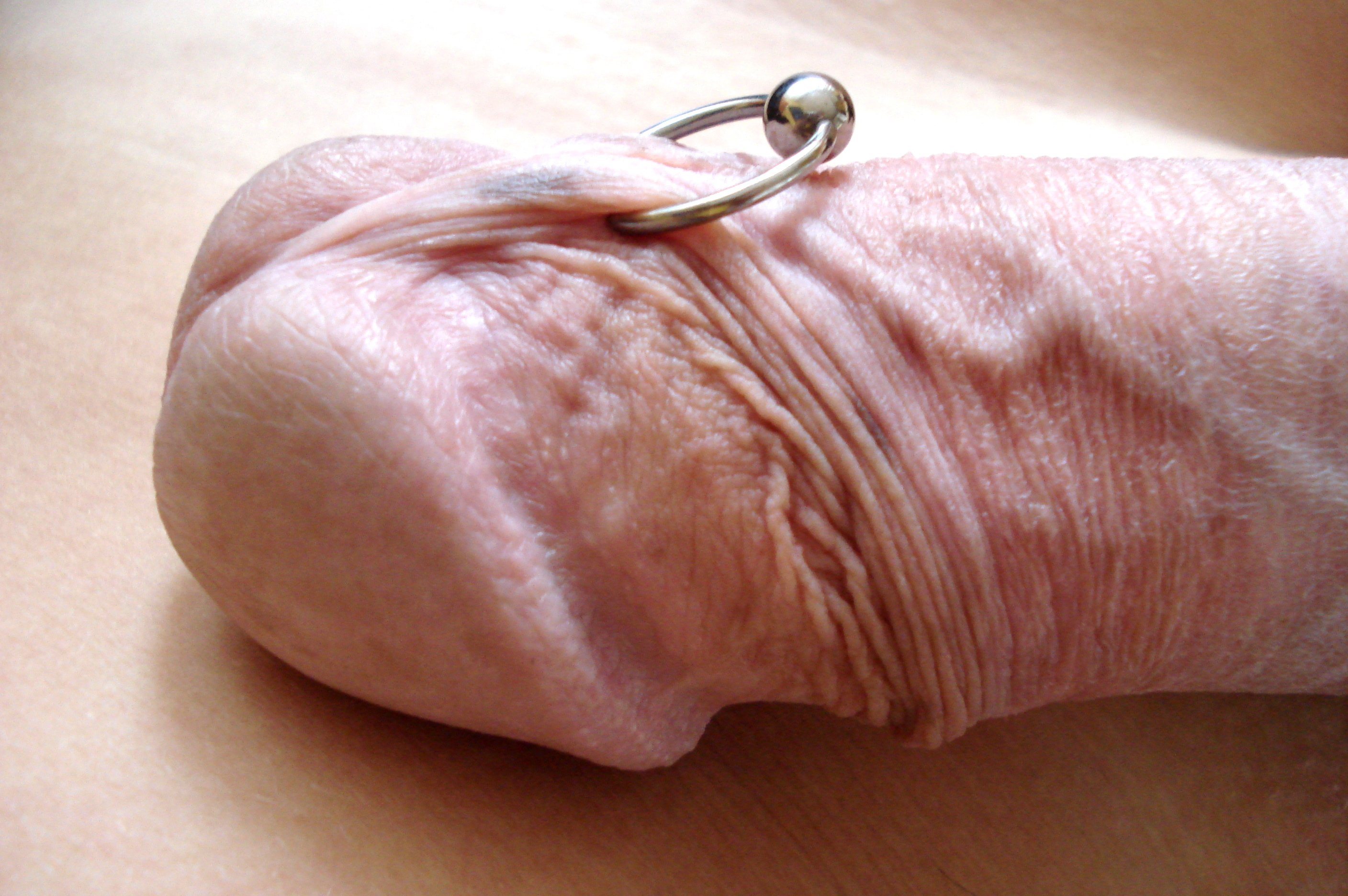
Przekłucie wędzidełka
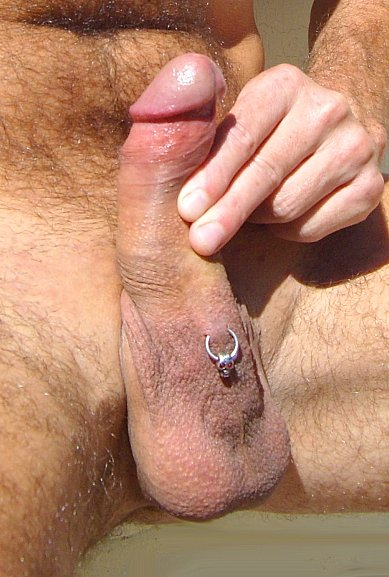
Lorum
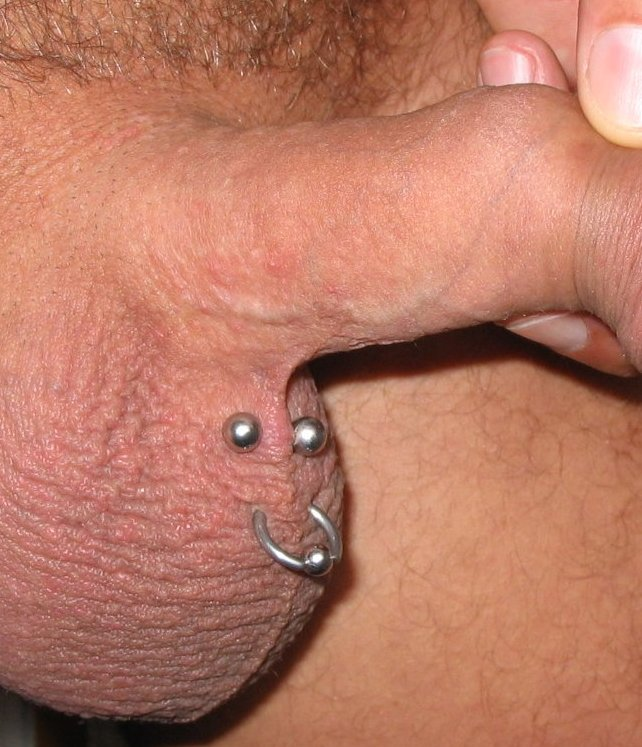
Hafada

### Piercing żeńskich narządów płciowych
U kobiet również różne części anatomiczne mogą nadawać się do piercingu. Należą do nich wzgórek łonowy, napletek łechtaczki, wargi sromowe zewnętrzne i wewnętrzne oraz przedsionek sromu.

#### Łechtaczka i napletek łechtaczki
Można przekłuć także żołądź łechtaczki. Ponieważ ta część anatomiczna jest w wielu przypadkach zbyt mała i podatna na uszkodzenie nerwów, przekłucie to nie jest zbyt powszechne. Natomiast przekłucie napletka łechtaczki jest najczęstszym przekłuciem narządów płciowych u osób płci żeńskiej. Można go wykonać poziomo i pionowo. Piercing Isabella przechodzi pionowo przez trzon łechtaczki i jest dość skomplikowany w przekłuciu.

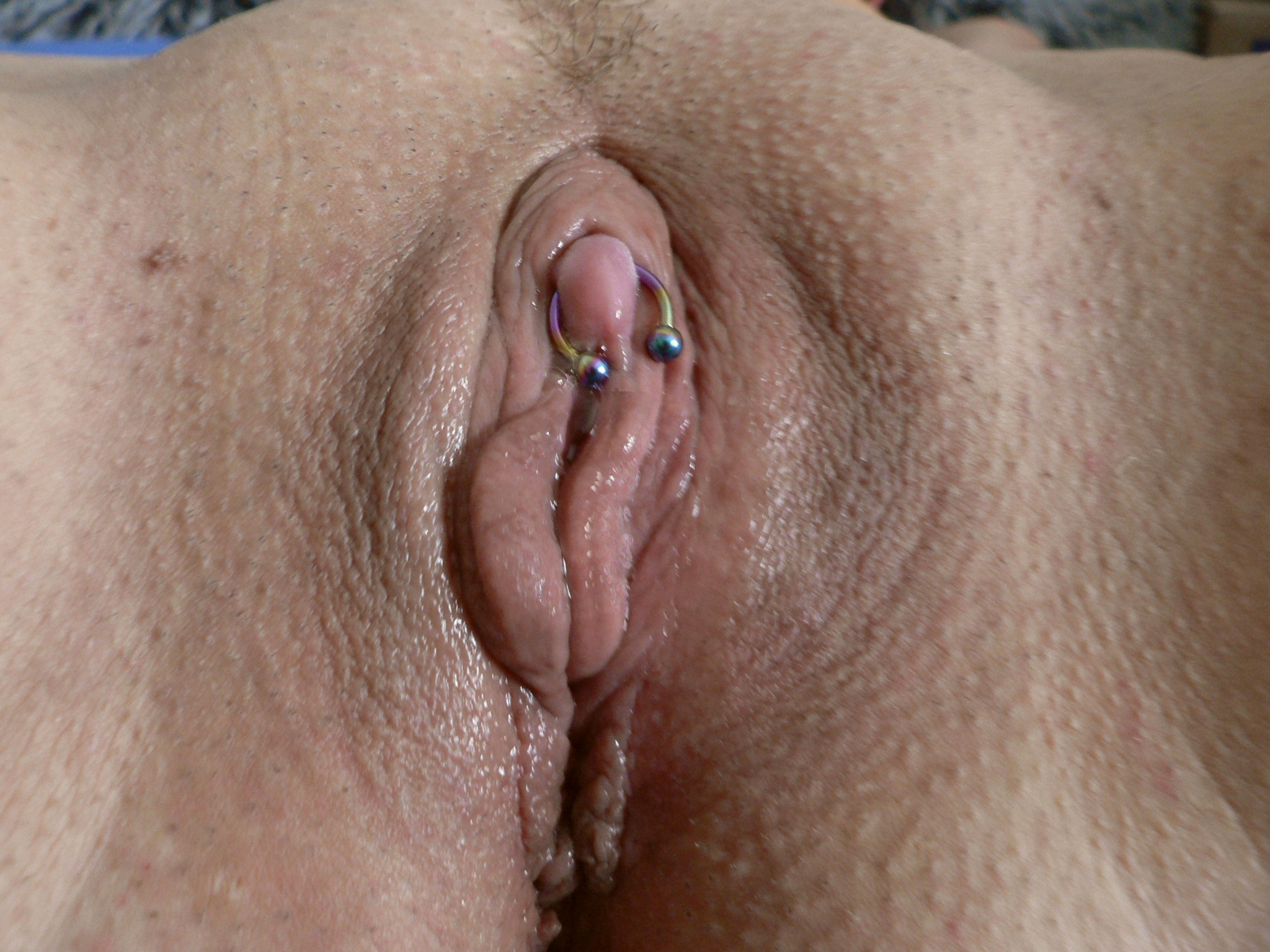
Przekłucie łechtaczki
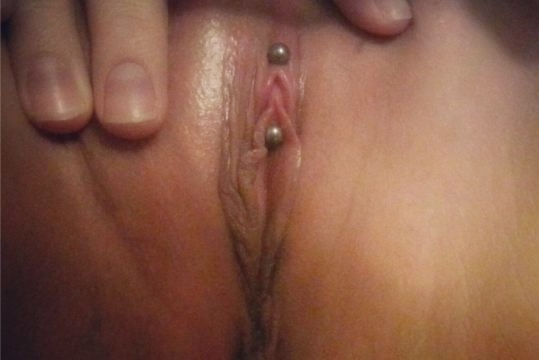
Isabella
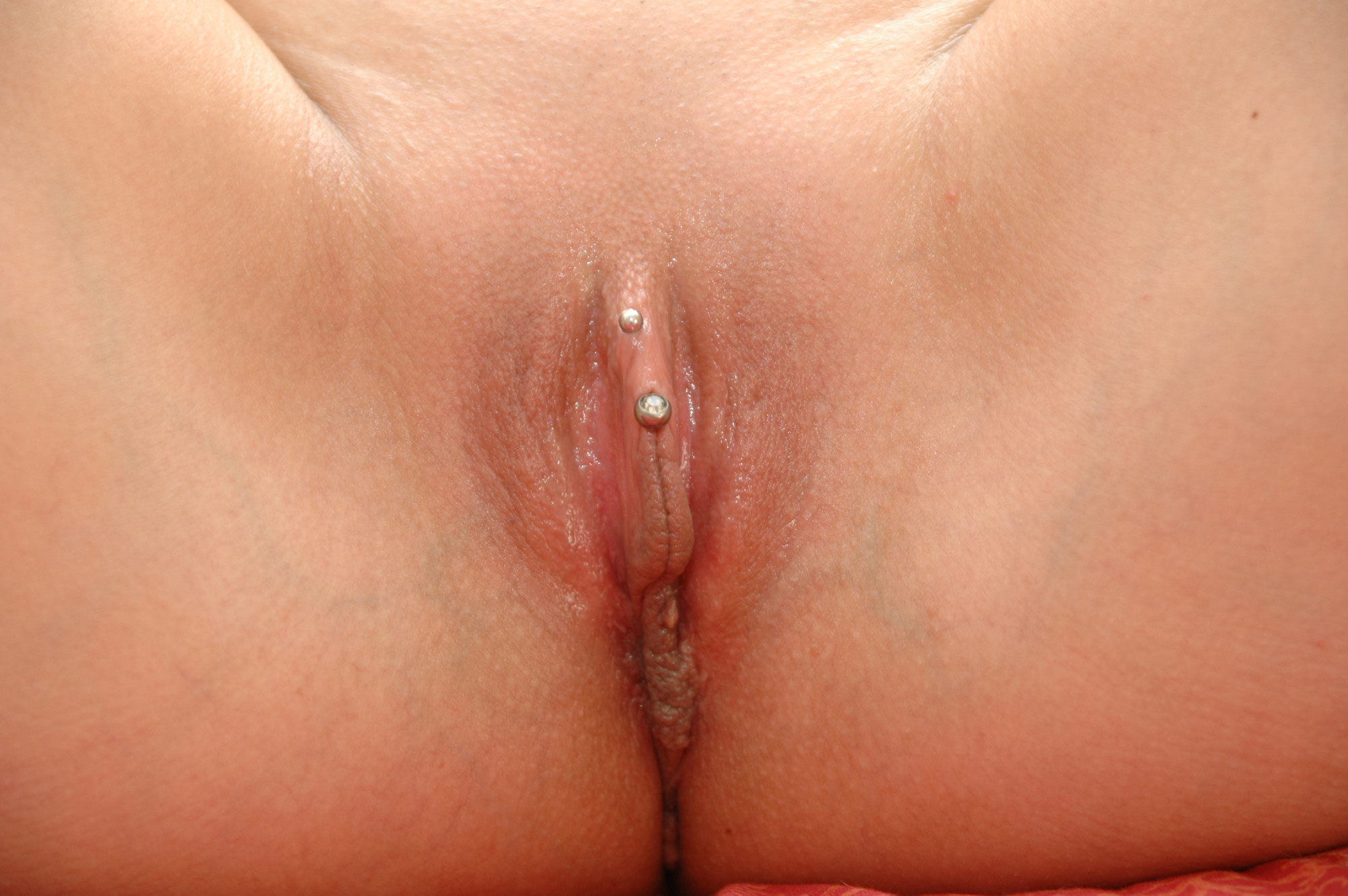
Pionowy piercing napletka łechtaczki (VCH)
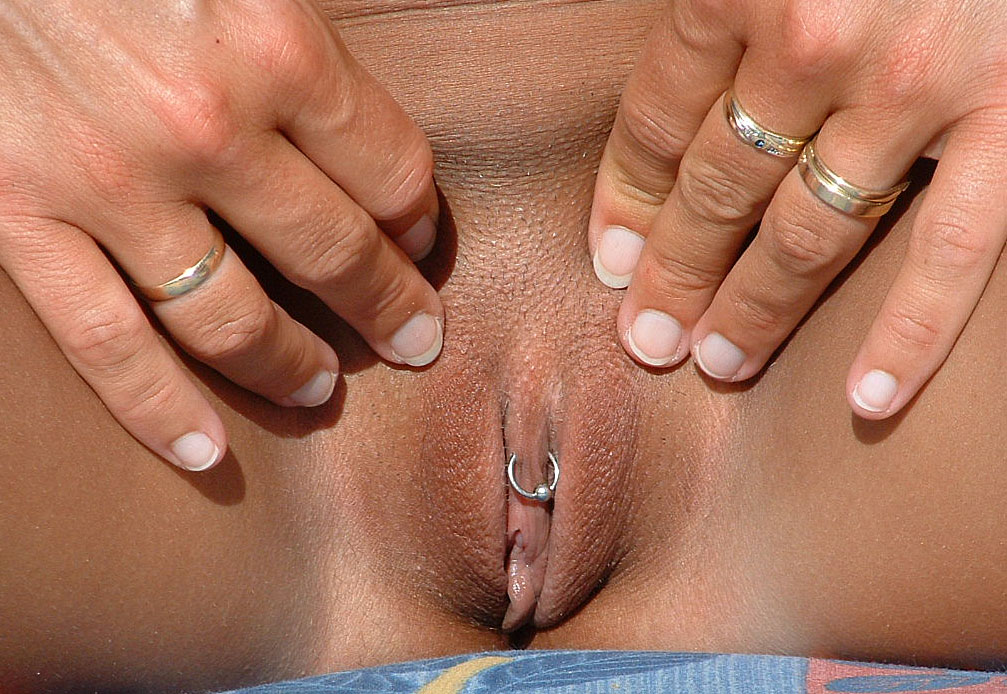
Poziome przekłucie napletka łechtaczki (HCH)
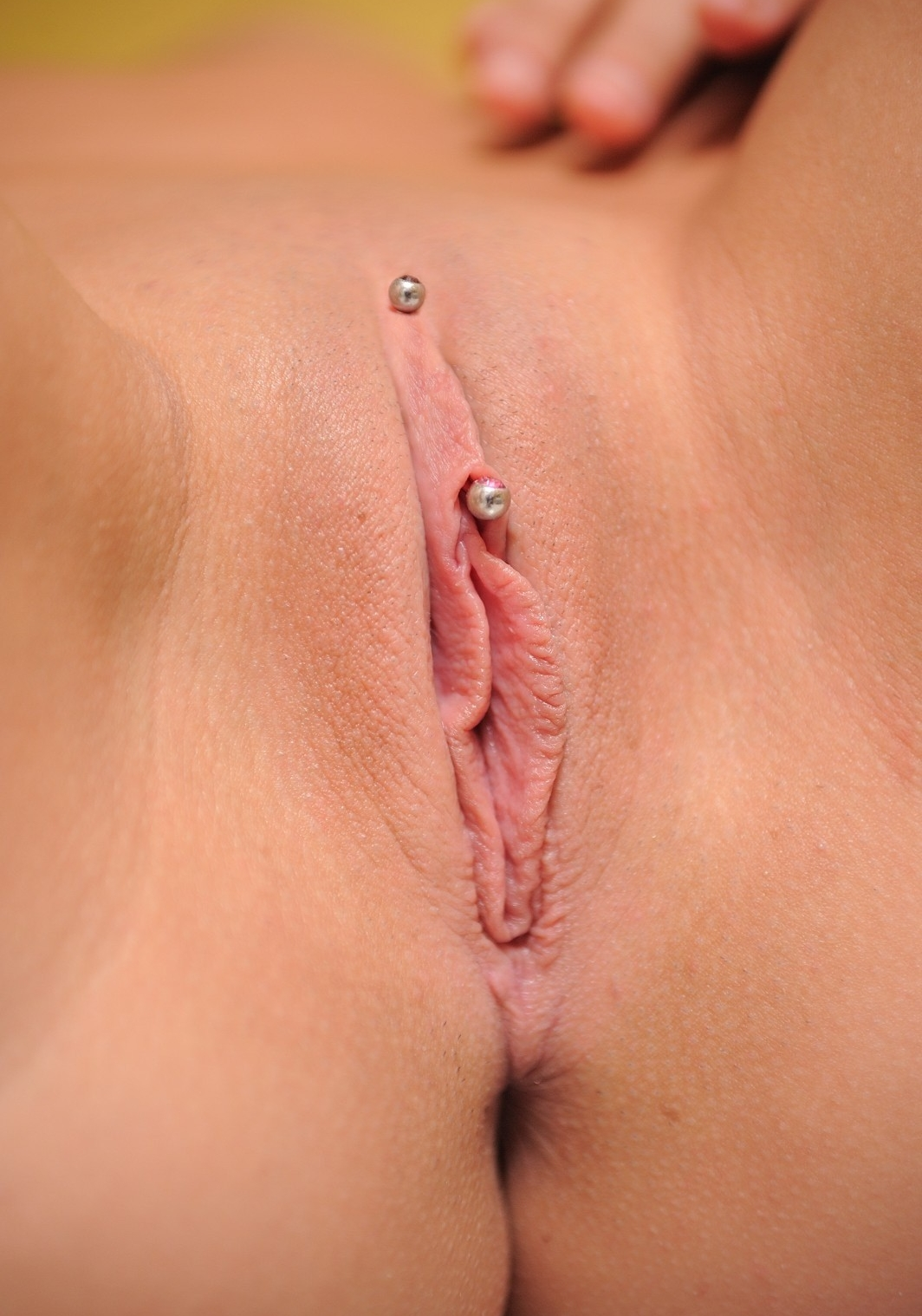
Głębokie przekłucie napletka łechtaczki

#### Wargi sromowe i przedsionek sromu
Przekłucie warg sromowych może dotyczyć zarówno warg sromowych większych, jak i mniejszych. Piercing trójkątny umiejscowiony jest na brzusznym końcu warg sromowych mniejszych, w miejscu przejścia między wargami sromowymi a napletkiem łechtaczki. Biegnie poziomo, częściowo pod trzonem łechtaczki. Piercing fourchette przechodzi przez grzbietową krawędź przedsionka sromu. Mniej powszechną wersją piercingu fourchette jest piercing walizkowy, który można uznać za głębszą wersję fourchette, ponieważ przechodzi przez krocze. Równie rzadko spotykany jest piercing Princess Albertina, żeńska wersja piercingu Prince Albert, który przechodzi przez brzuszną ścianę cewki moczowej.

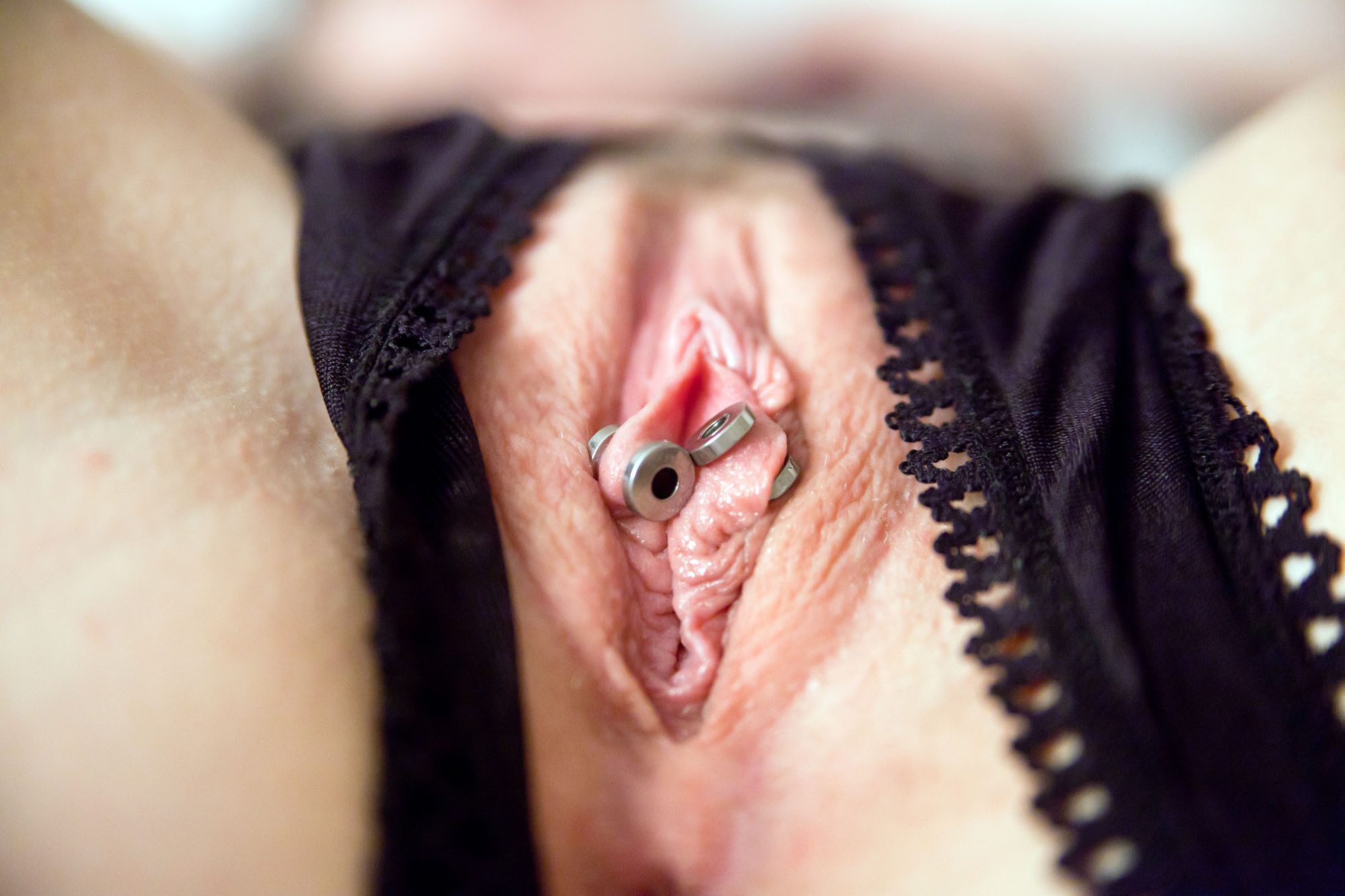
Przekłucie wewnętrznych warg sromowych
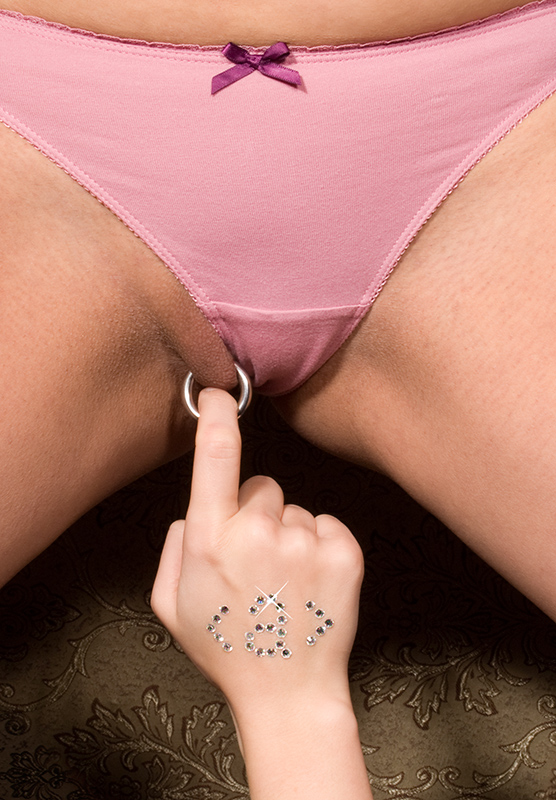
Przekłucie zewnętrznych warg sromowych
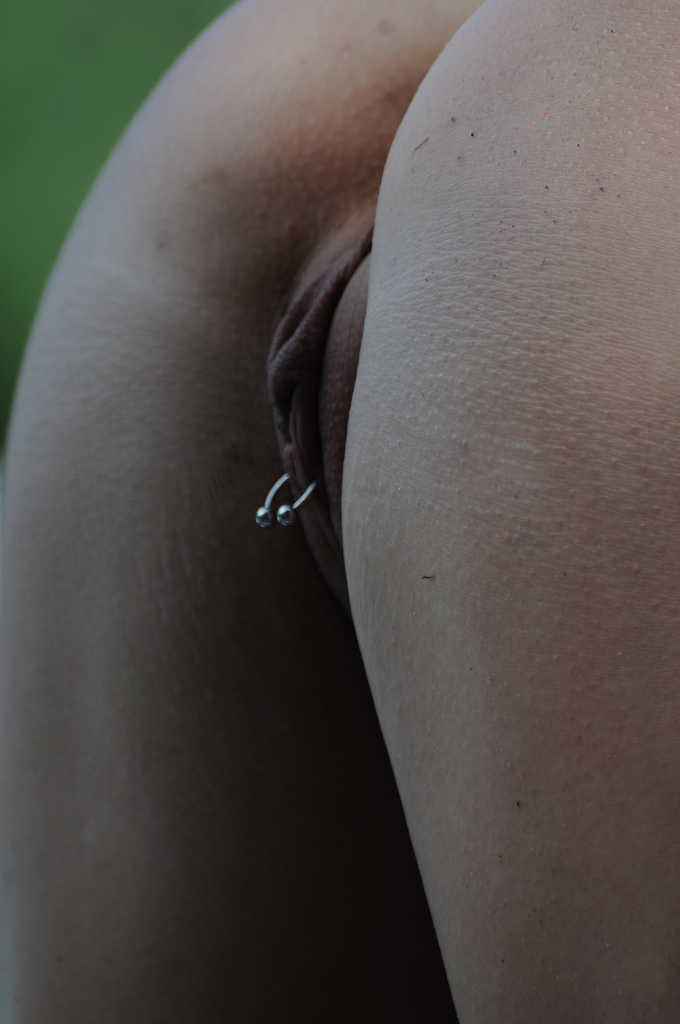
Piercing trójkątny
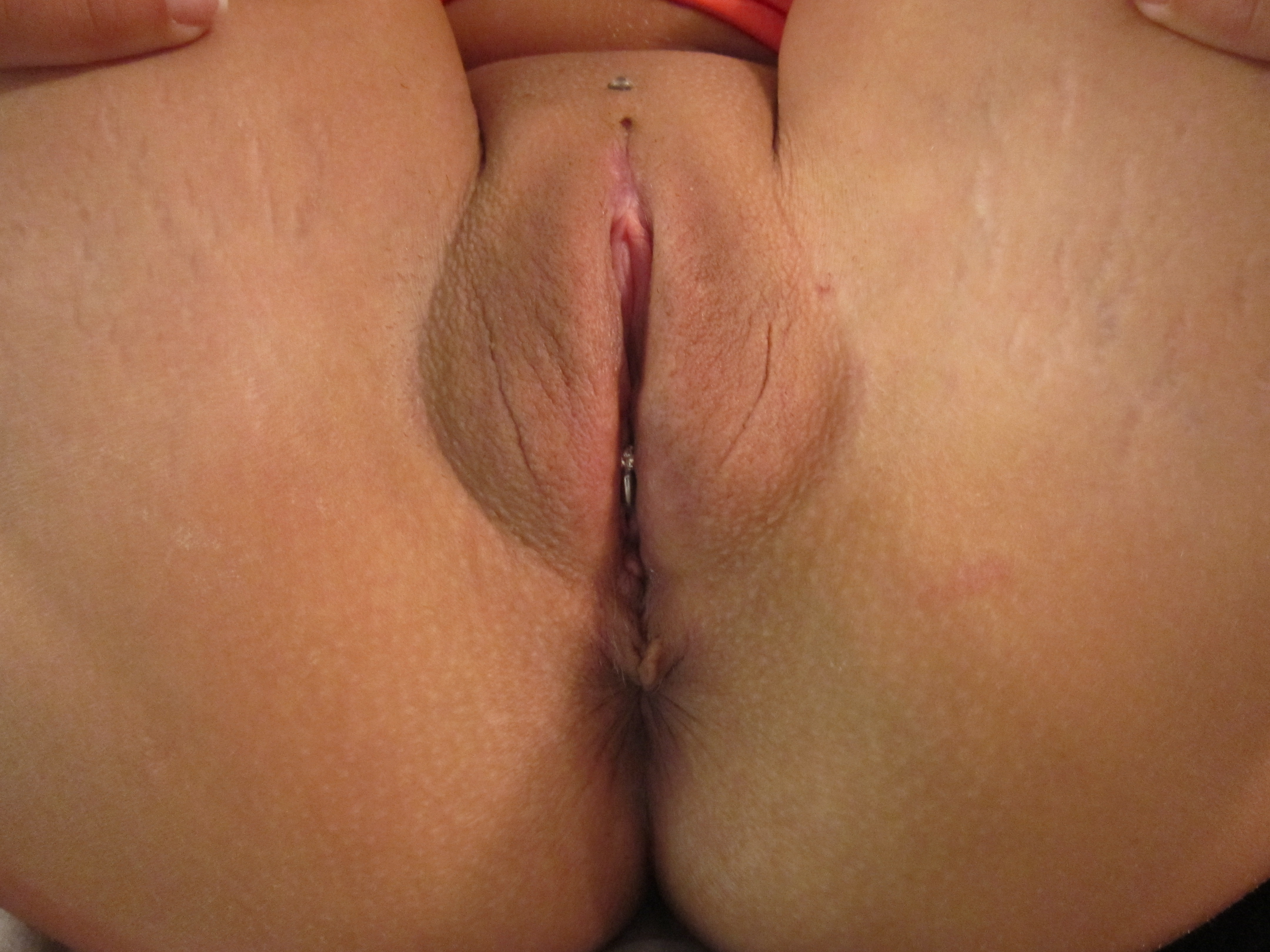
Pirincess Albertina
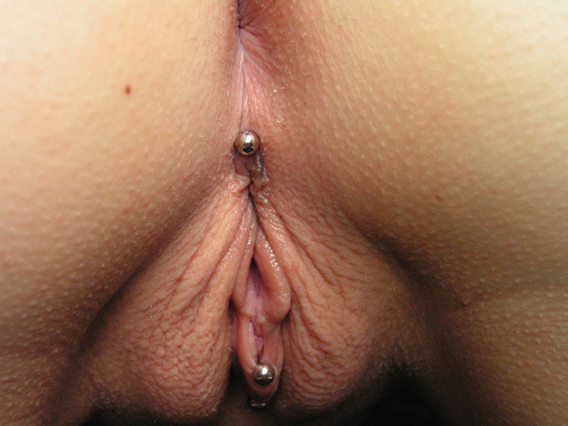
Fourchette

#### Wzgórek łonowy
Piercing Christina to piercing powierzchniowy, umiejscowiony w górnej części wzgórka łonowego, w miejscu, gdzie spotykają się wargi sromowe. Jest podobny do piercingu Nefertiti, który można postrzegać jako połączenie pionowego piercingu napletka łechtaczki i piercingu Christina.

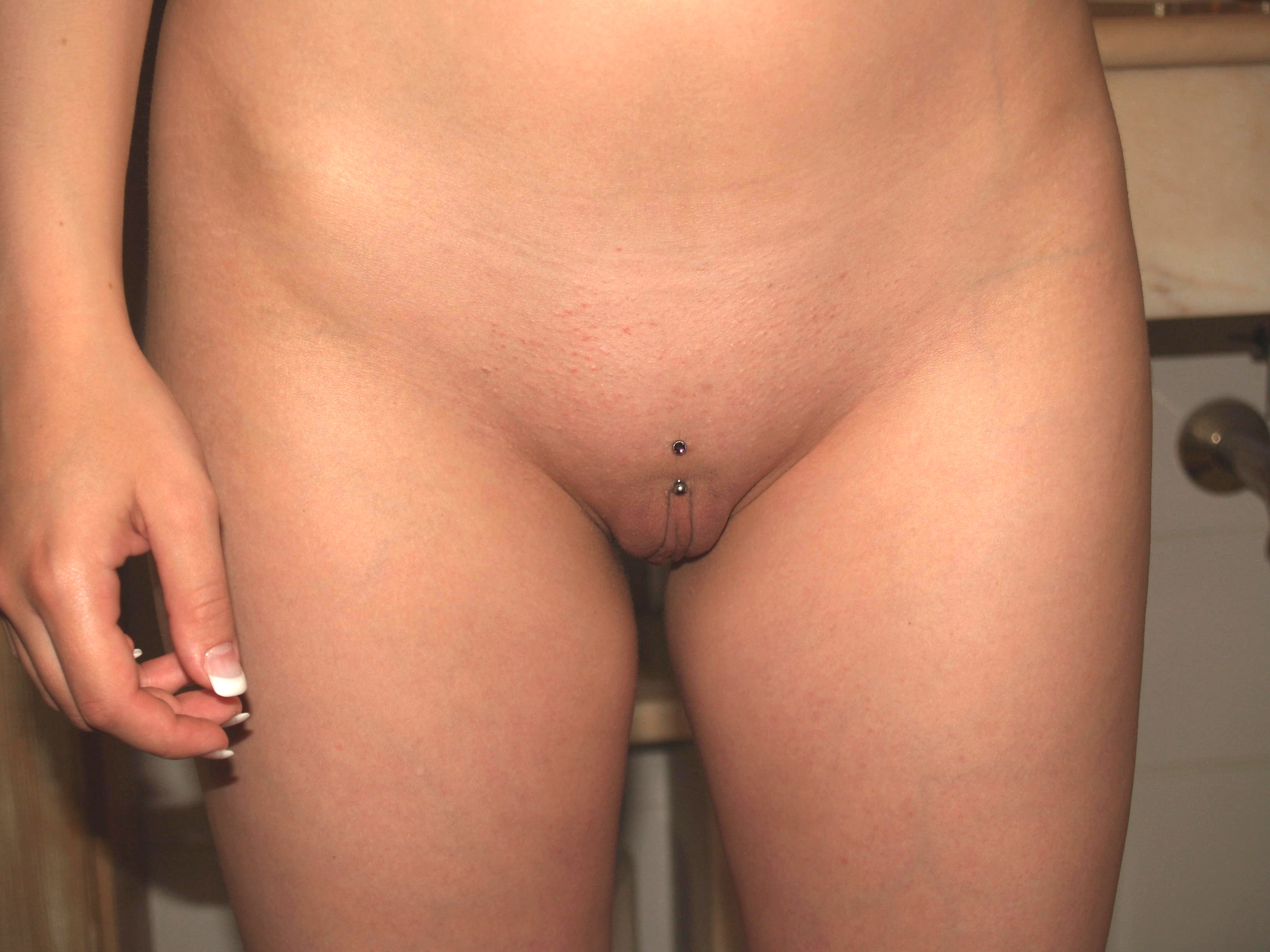
Christina
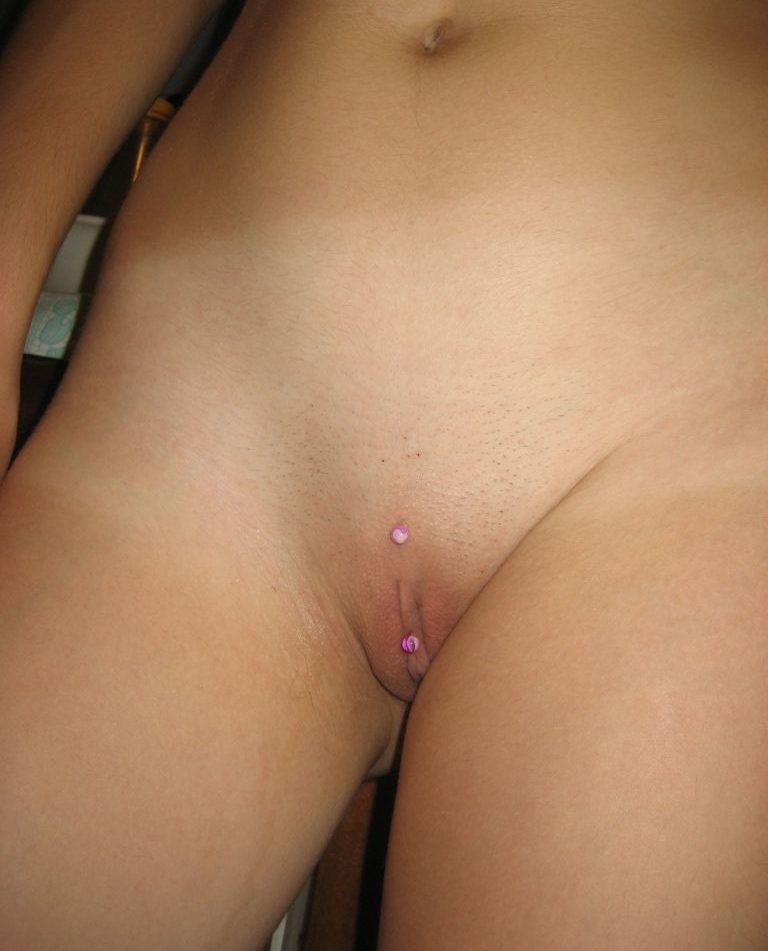
Nefertiti

### Piercing intymny unisex
Piercingi ciała, które nie wiążą się z perforacją narządów płciowych, ale zgodnie z konwencją określane są jako piercing intymny, mogą nosić przedstawiciele dowolnej płci. Należą do nich: piercing łonowy, który u mężczyzn znajduje się nad penisem, a u kobiet na wzgórku łonowym (podobny do piercingu Christina, ale umieszczony poziomo). Piercing guiche przechodzi poziomo przez krocze, natomiast piercing odbytu przechodzi przez odbyt.

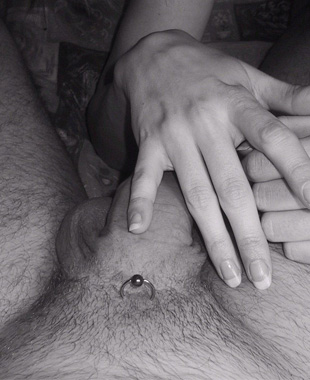
Piercing łonowy
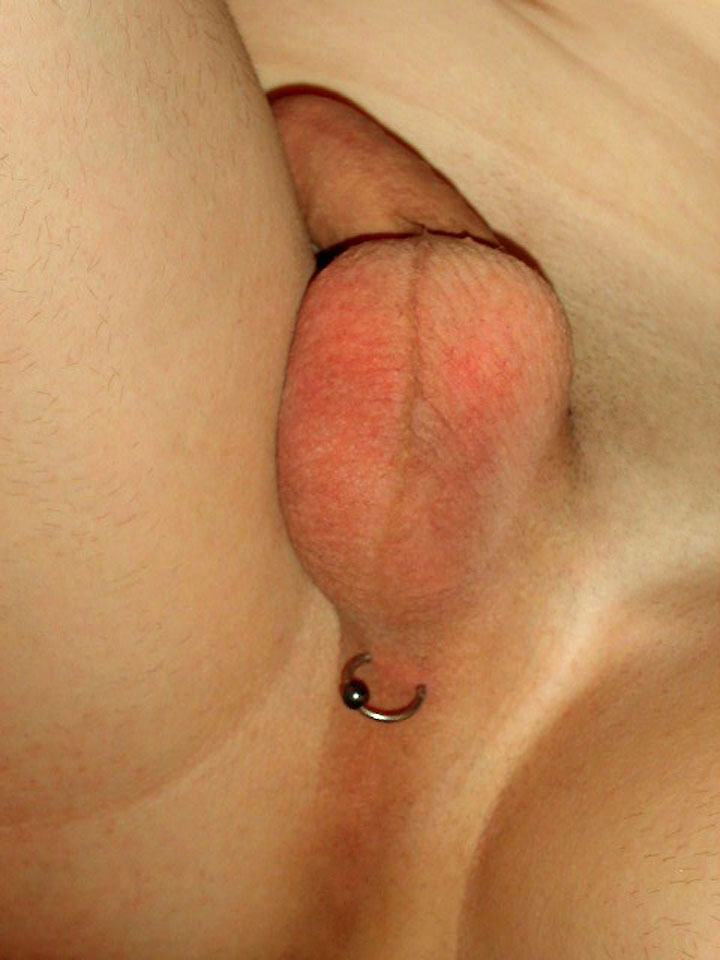
Guiche
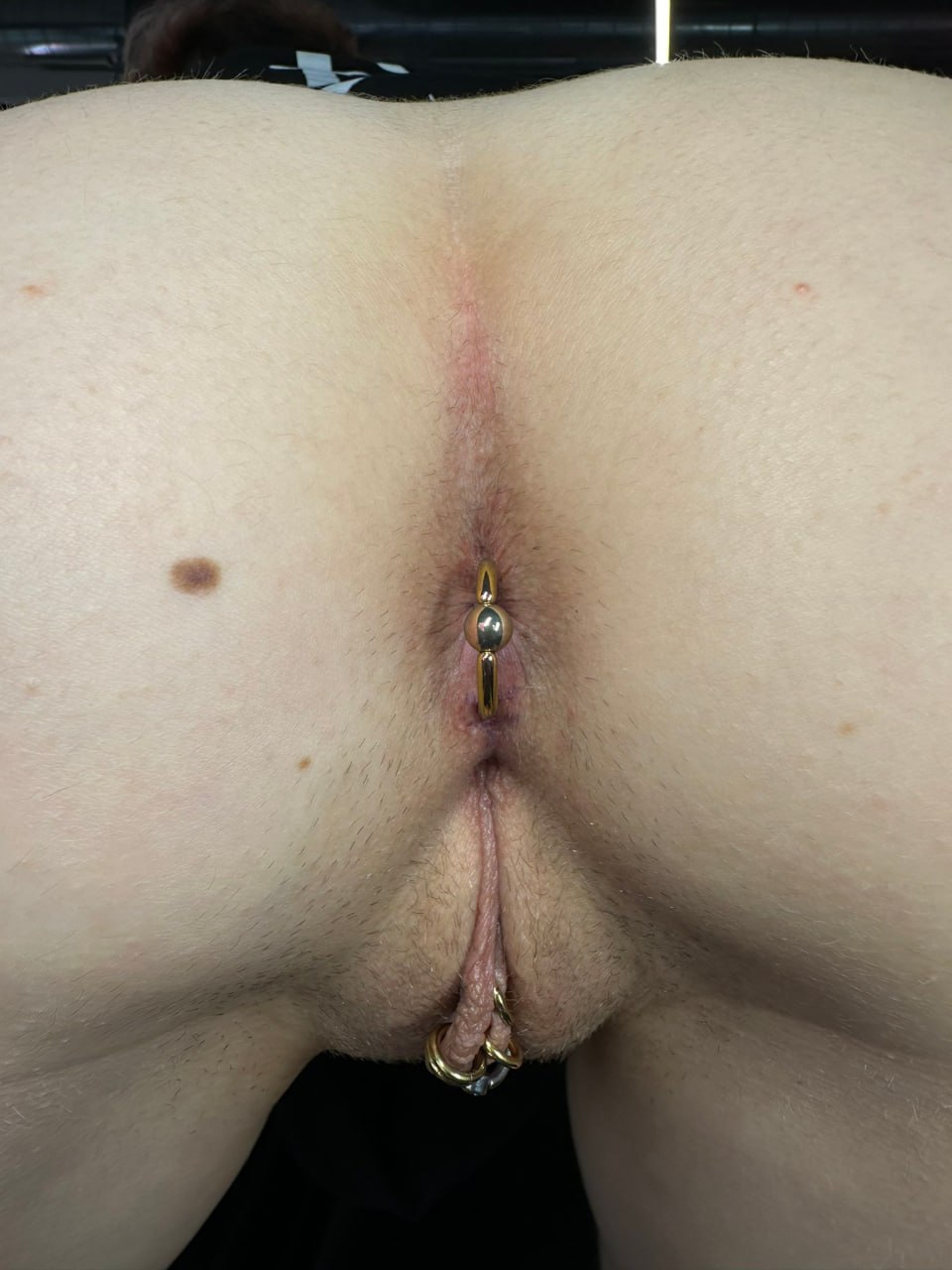
Piercing odbytu

## Zobacz także
- Fryzura intymna
- Modyfikacja ciała
- Piercing

## Dalsza lektura
Elayne Angel: Podejście do piercingu narządów płciowych. opublikowane przez APP:
- Zagadnienia ogólne
- Przekłucia napletka łechtaczki i warg sromowych
- Książę Albert i piercing łonowy
- Frenum, Lorum, Hafada i Guiche
- Napletek, Dydoe, Ampallang i Apadravya